# Черкасский, Келемет Куденетович
Келемет Куденетович Черкасский (Келемет-мурза) (погиб в 1641 году) — служилый кабардинский князь, сын Куденета Камбулатовича Черкасского, (ум. 1624), великого князя-валия Кабарды (1616—1624), брат крупного русского боярина и воеводы, князя Якова Куденетовича Черкасского.
Келемет Черкасский вместе дядей Пшемахо Камбулатовичем и младшим братом Ильдаром находился в враждебных отношениях с могущественными князьями Большой Кабарды Алегуко Шогенуковым и Хатохшоко Казиевым, а также с их родственниками, князьями Шолохом и Муцалом Сунчалеевичами Черкасскими.
Весной 1626 года князья Пшемахо и его племянники Келемет и Эльдар Куденетовичи написали челобитную на имя царя Михаила Федоровича. В ней они жаловались на Эльдар-мурзу Шолохова, родственника князя Сунчалея Черкасского, который со своими родственниками совершил нападение на родовые владения князей Черкасских, разорил их и перебил челядь. Келемет Черкасский сам отправился в Москву, где передал челобитную в Посольский приказ. В мае 1626 года русское правительство приказало терскому воеводе князю В. П. Щербатову предоставить князьям Черкасским ратных людей из Астрахани и Терского города.
В 1632 году князья Келемет и Эльдар Куденетовичи Черкасские вновь написали свои челобитные в Посольский приказ, прося прислать им на помощь ратных людей для похода против Большой Кабарды. Из Москвы в Кабарду была прислана царская грамота, которая гарантировала им охрану и содержание «больше всех иных мурз». В грамоте было указано: «За прямую службу деда и отца их, и за их самих к нам службу на Терке воеводам нашим от недругов их оберегать и честь над ним держать больше всех иных мурз, и наши грамоты о том дают им за нашею глухою печатью…»
В сентябре 1634 года Келемет Куденетович Черкасский пишет новую челобитную, где просил «о защите его от происков князя Шолоха Сунчалеевича Черкасского и мурз Казыевой Кабарды». Келемет сообщает о большой дружбе князя Шолоха Сунчалеевича с князьями Большой Кабарды и крымским калгой Шахин Гераем. В том 1634 году Келемет Куденетович Черкасский подал ещё две челобитные в Посольский приказ на князей Шолоха Сунчалеевича и Хотохшоко Казиева. В следующем 1635 году князь Шолох Сунчалеевич Черкасский прибыл в Терки на суд, где был оправдан воеводой М. Пронским.
В 1637 году князья Большой Кабарды Алегуко Шогенуков и Хотохшоко Казиев совершили нападение на родовые владения Келемета и Эльдара Куденетовичей, разорили их жилища, отогнали скот и табуны и угнали людей в свои владения. Братья Келемет и Эльдар отправили очередную жалобу на действия князей Большой Кабарды. Царское правительство приказало воеводам Астрахани и Терского города пятьсот ратных людей и две тысячи татар для охраны владений Куденетовичей.
В 1639 году при содействии Будачея и Мучала Сунчалеевичей Черкасских князья Большой Кабарды совершили новое нападение на земли Келемета и Эльдара Куденетовичей, разорили их, а людей взяли в плен и перселили в свои владения. Среди пленных были мать и две сестры Келемета и Эльдара Черкасского. Братья немедленно отправили жалобу царю Михаилу Федоровичу, который принял сторону Куденетовичей. В 1640 году князья Будачей и Муцал Сунчалеевичи Черкасские были вызваны в Москву, где их арестовали и отправили в ссылку.
Летом 1641 года князь Келемет Куденетович Черкасский организовал карательный поход против Большой Кабарды. Терский воевода С. Шаховский выделил в помощь Келемету военный отряд под командованием головы стрелецкого Артемия Шишмарева (100 конных стрельцов, 18 детей боярских и 193 терских горцев). На помощь Келемету прибыли некоторые кабардинские, ногайские и кумыцкие мурзы со своими дружинами. Однако князья Большой Кабарды Алегуко Шогенуков и Хотохшоко Казыев были предупреждены от готовящемся походе и успели собрать крупные силы для отражения противника.
12 июля 1641 года битве на реке Малке союзное кабардино-русское войско было разгромлено. В сражении были убиты стрелецкий голова Артемий Шишмарев, князья Келемет Черкасский и Эльдар Ибаков, шамхал тарковский Айдемир. Кабардинцы захватили в плен несколько сотен человек, среди них были князья Татархан Арасланов, Ахлов Айтек, Куденет Барагунский и много русских служилых людей из Терского города.